# غارها، کوئینزلند
غارها (به انگلیسی: The Caves) یک شهرک در استرالیا است که در کوئینزلند واقع شده‌است.